# Ponuda
Pod pojmom ekonomske ponude podrazumijevamo količine nekog dobra koje su proizvođači spremni proizvesti pri određenim cijenama istog dobra. 
Zakon ponude tvrdi da višoj cijeni nekog dobra odgovara, uz ostale neizmijenjene uvjete, veća ponuđena količina istog dobra. Vrijedi i obrnuto. Zbog njega je funkcija ponude rastuća funkcija cijena. Zakonu ponude podvrgnute su i individualna ponuda i tržišna ponuda.

## Elementi koji utječu na ponudu
1. cijena samog dobra
  - viša cijena → veća ponuda automobila
2. tehnologija
3. cijene inputa
  - manje nadnice → niži troškovi → veća proizvodnja
4. cijene komplementarnih dobara (dobra koja su povezana)
  - niža cijena autobusa i kamiona → veća ponuda automobila
5. organizacija
6. posebni utjecaji
  - inovacije, standardi, vrijeme

### Odrednice ponude(prema EFZG)
- tehnologija
- cijene inputa
- troškovi proizvodnje
- državna politika
- posebni utjecaji

Ponuda može biti i fiksna ponuda i varijabilna ponuda.
S aspekta tržišta, ponuda može biti:
lokalna,
nacionalna,
svjetska.
S aspekta vremena, ponuda se dijeli na:
dnevnu,
nedjeljnu,
mjesečnu,
godišnju.
Prema subjektima, ponuda može biti:
ponuda jednog preduzeća,
ponuda privredne grane,
ukupna agregatna ponuda.
Po broju prodavaca,  ponudu djelimo na: 
konkurentnu ponudu,
oligopolsku ponuda,
monopolsku ponudu.
Prema namjeni, razlikujemo
ponudu sredstava za proizvodnju,
ponudu finalnih potrošnih dobara.

## Elastičnost ponude
Elastičnost ponude je jačina reakcije ponuđene količine nekog dobra na promjenu cijene tog dobra uz uvjet da ostale stvari budu nepromijenjene (ceteris paribus).
Elastičnost ponude je omjer postotne promjene ponuđene količine i postotne promjene cijene.
- Ako promjena cijene od 1% uzrokuje promjenu ponuđene količine veću od 1% onda je ponuda elastična.
- Ako promjena cijene od 1% uzrokuje promjenu ponuđene količine manju od 1% onda je ponuda neelastična.
- Ako promjena cijene od 1% uzrokuje promjenu ponuđene količine jednakoj 1% onda je ponuda jedinično elastična.[1]

## Poveznice
- Potražnja